# Ruggero Y. Quintavalle
Ruggero Y. Quintavalle (Marsiglia, 26 maggio 1918 – Roma, 20 luglio 2003) è stato un giornalista, saggista e scrittore italiano.
Anche se nato a Marsiglia, ha vissuto la maggior parte della sua vita a Roma.
Ha pubblicato centinaia di pubblicazioni tra romanzi, racconti, fiabe, cineromanzi per ragazzi.

## Carriera
Impiegato dello Stato, ha abbandonato a trent'anni il suo impiego fisso per dedicarsi esclusivamente alla passione che lo travolgeva.
Dedito per lo più alla editoria giovanile e per la scuola, ha collaborato a giornali e periodici, ha scritto per la TV dei ragazzi e sceneggiati di grande successo. Fondatore e primo Presidente del Gruppo di servizio per la letteratura giovanile.
Ha diretto numerose riviste quali Ehi tu!, Urbe '70, Senso unico e C'era c'è ed ha ricevuto il Premio alla Cultura della Presidenza del Consiglio.
Il suo specifico interesse è stato la promozione delle più varie iniziative atte ad evidenziare l'importanza  della lettura come formazione della persona umana, della sua libertà e del rinnovamento sociale. Uno dei suoi motti era "un uomo che legge ne vale due". Un giovane in mezzo ai giovani, uno spirito libero, un vulcano di idee. Impegnato nelle scuole di tutta Italia, con i suoi "incontri con l'autore" dove il suo intento era quello di far toccare con mano ai ragazzi, l'autore dei libri sui quali studiavano, o dei racconti avventurosi da lui scritti che gli stessi avevano letto, per rispondere alle loro domande e a quelle dei loro insegnanti e genitori.
Nonostante la sua dedizione alla letteratura giovanile, uno dei più grandi successi è stato il libro autobiografico: "Un soldato racconta" (edizioni Athena 1960), riproposto poi con il titolo ital'janskij davaj nel 1988. In questo libro tutta la sofferenza degli anni della guerra di un fante della divisione Torino fatto prigioniero con i compagni di sventura, lungo le piste di neve della sterminata pianura siberiana. Episodi inediti che danno al lettore le immagini strazianti della vita poco conosciuta che tanti giovani soldati hanno dovuto trascorrere nelle baracche dei lager russi.
Lungo tutto l'arco della sua carriera letteraria, è stato affiancato dalla moglie Luisanna Guariento, scrittrice anch'essa, e morta pochi giorni dopo il marito, il 16 agosto.

## Opere
- 1962 Ta-Pum
- 1962 La guida al pensionato di Guerra
- 1966 Il mistero del pianeta sconosciuto
- 1967 Antiche civiltà
- 1972 Notte nella brughiera
- 1974 Gilgamesh l'eroe sumero
- 1975 Visitiamo insieme i musei di Roma
- 1975 Donizetti
- 1976 Gli uomini del coraggio
- 1976 Nuotare
- 1976 Lettere per ogni occasione
- 1977 Ad occhi chiusi
- 1978 La città difficile
- 1980 Destinazione africa
- 1983 L'eroe di Molokai
- 1983 La rivolta degli uccelli
- 1983 L'ultimo atto
- 1984 Un tamburino per la rivoluzione
- 1988 Il figlio di D'Artagnan
- 1988 Il Colbacco nero
- 1988 Il cavaliere del mare
- 1989 Comboni l'africano - Premio della Cultura della Presidenza del Consiglio

| Controllo di autorità | VIAF (EN) 68150323828909972920 · SBN CFIV008150 |